# Guineu voladora de les Filipines

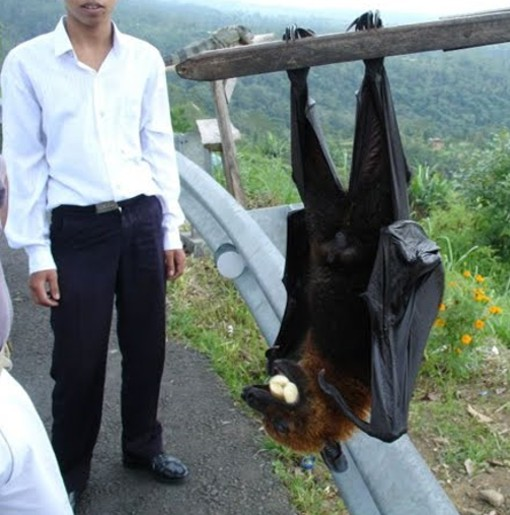
Acerodon jubatus (dreta) al costat d'un ésser humà (esquerra).

La guineu voladora de les Filipines (Acerodon jubatus) és una espècie de ratpenat de la família dels pteropòdids. És endèmica de les Filipines. El seu hàbitat natural són els boscos i els manglars, on sempre se'l troba juntament amb la guineu voladora de coll vermell (Pteropus vampyrus). Està amenaçada per la destrucció d'hàbitat i la caça furtiva. Amb un pes que pot arribar als 1,4 kg i una envergadura d'entre 1,5 i 1,7 m, és l'espècie de ratpenat de la qual se n'ha registrat una llargada més gran de l'avantbraç: 21,5 cm.